# Cristina Yang
Cristina Yang è un personaggio della serie televisiva Grey's Anatomy, interpretata dall'attrice Sandra Oh.

## Descrizione
Cristina è una chirurga estremamente attenta e razionale, che sin da subito mostra un enorme interesse e talento per la chirurgia cardiovascolare. La sua passione per il lavoro la porta spesso a eseguire operazioni complesse e talvolta azzardate. È molto competitiva e possiede eccellenti capacità chirurgiche, ma ha difficoltà a esprimere i propri sentimenti, sia nei confronti degli altri specializzandi che dei pazienti.
Con i pazienti, tende ad essere troppo tecnica e sbrigativa, quasi distaccata: raramente si immedesima nei loro timori e nelle loro insicurezze. Inoltre, non esita a ingannare gli altri specializzandi per aggiudicarsi gli interventi più interessanti. Col tempo, però, impara a relazionarsi emotivamente con i pazienti e a lavorare in squadra, grazie anche agli insegnamenti di Teddy Altman, che riconosce il suo valore di chirurga solo dopo che Cristina dimostra di essere maturata anche in questo aspetto.
Per Cristina, la logica e la praticità contano più delle emozioni, ma ha affrontato situazioni altamente emotive come tirocinante. A causa della prematura morte del padre in un incidente stradale, fatica a gestire emotivamente la perdita delle persone che ama: quando coloro a cui tiene di più si trovano in pericolo di vita, la sua reazione è quella di scappare o chiudersi in sé stessa. Sebbene inizialmente assuma un atteggiamento distaccato e mostri un carattere piuttosto introverso per paura di perdere le persone a cui si affeziona, Cristina imparerà gradualmente, grazie al supporto degli amici, a fidarsi e ad aprirsi agli altri.
Un’altra caratteristica centrale del suo personaggio è la sua assoluta devozione alla carriera, che per lei viene prima di tutto, anche dei sentimenti. Infatti, nonostante sia rimasta incinta due volte nel corso della serie, Cristina è sempre stata fermamente contraria all'idea di diventare madre e di sottrarre tempo alla cardiochirurgia. Gli aborti hanno segnato la fine del suo matrimonio e della sua storia d’amore con Owen Hunt, che invece ha sempre desiderato essere padre e avrebbe voluto tenere il bambino. 

## Storia del personaggio
Il personaggio di Cristina Yang è di origini coreane e di educazione ebraica. È nata a Beverly Hills, Los Angeles. Sebbene talvolta abbia menzionato gli usi ebraici come la Shiv'ah, Cristina crede solo nella scienza ed è un'atea convinta. Sua madre ha sposato il suo patrigno, il dott. Saul Rubenstein, tre anni dopo la sua nascita. Il padre biologico di Cristina, invece, è deceduto in un incidente stradale, e lei lo ha visto morire dissanguato prima che arrivassero i soccorsi. Nonostante la sua dislessia, diagnosticata all'età di 9 anni, si è diplomata alla Beverly Hills High Schoole laureata allo Smith College. Ha conseguito un dottorato in Biochimica all'Università di Berkeley e la laurea in Medicina alla Stanford University, prima del suo corso. Parla correntemente il coreano e il francese.

### Prima stagione
Nel corso della prima stagione, Cristina è una specializzanda del Seattle Grace Hospital, dopo aver conseguito la laurea in medicina. Durante il suo primo giorno, si scontra con Meredith Grey, che diventerà "la sua persona". Quando Cristina apprende che a Meredith è stato affidato un intervento chirurgico grazie all'intercessione di Derek e alla fama della madre, entra in conflitto con lei. Tuttavia, alla fine si scusa e le due diventano amiche. Le sue frequenti osservazioni sarcastiche e la mancanza di tatto rendono difficile per gli altri accettarla, ma i suoi colleghi iniziano gradualmente a considerarla un’amica.
Nell'episodio, Crescere che fatica, Preston Burke, cardiochirurgo e suo mentore, offre a Cristina una tazza di caffè, invitandola a ricambiare. In seguito, Cristina lo segue nella stanza del medico di guardia e i due hanno un rapporto sessuale per la prima volta. Il giorno successivo, Burke cerca di definire la loro relazione, ma Cristina lo respinge a causa dei suoi impegni e della paura di fallire.
Nell'episodio, Cerchi di fuoco, scopre di essere incinta e decide immediatamente di programmare un aborto. Poiché la clinica richiede un contatto di emergenza, Cristina è costretta a confidarsi con Meredith, rivelandole della gravidanza e scegliendola come “la sua persona”. Da quel momento in poi, le due diventeranno molto amiche, tanto da definirsi e essere definite “gemelle siamesi”. 

### Seconda stagione
Il responsabile comunica a Preston Burke che può diventare capo del reparto di Chirurgia, ma solo se è disposto a sacrificare la sua vita privata. Di conseguenza, Burke decide di interrompere la sua relazione con Cristina. Nell'episodio, una giornata da dimenticare, durante un intervento chirurgico con Burke, Cristina sviene a causa di un'emorragia delle tube, poiché la gravidanza scoperta in precedenza risulta essere extra-uterina. Burke rimane scioccato nell'apprendere che è incinta, ma Cristina gli ricorda che è stato lui a lasciarla. Nonostante le difficoltà, i due si innamorano sempre di più.
I problemi per Cristina riaffiorano quando Burke le consegna la chiave del suo appartamento, chiedendole di trasferirsi da lui. Cristina è riluttante, pensando che non si conoscano ancora a sufficienza, ma Burke la convince ad aprirsi e così lei lo porta nel suo appartamento, estremamente disordinato. Burke dimostra di accettarla per quella che è, e Cristina acconsente a trasferirsi da lui, continuando però segretamente a pagare l'affitto del suo vecchio appartamento. Quando Burke scopre questo particolare, si arrabbia per la menzogna di Cristina. Tuttavia, riescono a riappacificarsi e lei gli dice di aver lasciato il vecchio appartamento.
Quando George ha un disastroso incontro sessuale con Meredith e decide di lasciare la propria stanza nella casa di quest’ultima, Burke lo invita a vivere da lui. Tuttavia, Cristina è gelosa del fatto che George sembri relazionarsi meglio con Burke rispetto a lei. Per affermare la propria libertà, inizia a girare nuda per la casa, riuscendo infine a far sì che sia Burke a cacciare George.
Quando Preston Burke viene ferito in una sparatoria, Cristina viene inviata in sala operatoria per assistere all'intervento. Purtroppo, presa dal panico, si blocca e scappa, poiché i suoi sentimenti per Preston le impediscono di operare. Questo evento ha un forte impatto su di lei; infatti, Cristina non è il tipo da lasciarsi sopraffare dalle emozioni. Tuttavia, alla fine ritorna al suo fianco e gli tiene la mano. 
Come ordinato da Burke, Cristina si dirige a controllare le condizioni del suo paziente, Denny Duquette. Rimane scioccata nel scoprire che Izzie lo ha staccato dalla macchina che lo tiene in vita, il LVAD, per far sì che le sue condizioni peggiorino e garantirsi un cuore appena espiantato. Nonostante ciò vada contro i suoi principi, Cristina decide di restare al fianco di Meredith e George, aiutando Izzie a mantenere in vita Denny fino all'arrivo di Burke con il cuore da trapiantargli. Tuttavia, gli specializzandi vengono scoperti dalla Bailey, che vieta loro di assistere all'intervento finché non scoprirà chi è il responsabile di questa iniziativa pericolosa. Con sorpresa, Cristina insiste nel proteggere i suoi amici e nel mantenere la verità nascosta.

### Terza stagione
Il dott. Webber, primario del reparto di chirurgia, decide di interrogare personalmente ogni specializzando per scoprire chi ha staccato Denny dal LVAD. Nel frattempo, Cristina si trova in una profonda crisi e si definisce un "relitto emozionale", in netto contrasto con la sua precedente determinazione. Chiede quindi a Richard consigli su come concentrarsi esclusivamente sul lavoro, senza lasciarsi sopraffare dalle emozioni, per continuare a essere un grande chirurgo. Tuttavia, lui rifiuta, poiché non desidera che lei si trasformi in un automa.
La convalescenza di Burke non è affatto tranquilla: scopre di avere un leggero tremore alla mano. Confida questo segreto a Cristina, che risponde che “nessuno deve saperlo”. Insieme, i due escogitano un piano per nascondere il tremore ai colleghi. Cristina inizia così a gestire tutti i pazienti e gli interventi del dottor Burke, sostituendolo anche in sala operatoria quando il suo tremore diventa evidente. Tuttavia, questa sua esclusiva partecipazione a interventi rari suscita sospetti tra gli altri specializzandi e genera invidia.
Durante una gita in campeggio, George nota il tremore di Burke mentre pescano con altri medici e affronta Cristina. Lei inizialmente nega decisamente, ma alla fine decide di raccontargli tutto. Le azioni di Cristina, però, mettono in pericolo le possibilità di Burke di diventare capo del reparto di chirurgia, facendolo sentire tradito. Dopo una violenta discussione, entrambi rifiutano di parlarsi, causando una crisi nella loro relazione.
Cristina decide quindi di rompere il silenzio e Burke, infine, le chiede di sposarlo. Lei rimane spiazzata ma accetta la proposta dopo otto giorni di esitazione. Tuttavia, si rifiuta di indossare l'anello che Burke le dona.
Meredith è incosciente; ha rischiato di morire per annegamento, dopo essere stata salvata in extremis da Derek, tuffatosi in mare per recuperarla dopo una catastrofe su un traghetto. Quando Cristina vede Meredith priva di sensi, scappa, rendendosi conto di non essere in grado di affrontare la realtà: la sua amica potrebbe morire. Tuttavia, Burke la incoraggia a confrontarsi con i suoi sentimenti, e Cristina insiste affinché i medici provino ancora a rianimare Meredith. Fortunatamente, Meredith si risveglia e Cristina le confida che si sta per sposare con Burke, rivelandole che era l'unica persona a cui voleva dare questa notizia.Poco dopo, la relazione tra Cristina e Burke viene messa a dura prova dall'arrivo dell'ex fidanzato di Cristina, un famoso cardiochirurgo e suo ex professore universitario. Durante una cerimonia nuziale, Burke lascia Cristina sull'altare, dichiarando di amarla troppo per volerla cambiare. Tornata a casa, Cristina scopre che Burke ha portato via la foto della nonna, la sua collezione di CD e la tromba. Inizialmente si dispera, ma in fondo non era affatto convinta del matrimonio.Cristina si fa strappare l'abito da sposa da Meredith e scoppia in lacrime, esclamando: "Sono libera!".

### Quarta stagione
All'inizio della quarta stagione, Cristina Yang scopre con sorpresa che Burke ha dato le dimissioni per trasferirsi in un altro ospedale. Questa notizia la lascia sconvolta e confusa, poiché la loro relazione era stata intensa e complessa. Un giorno, si trova ad affrontare la madre dell'ex fidanzato, quasi marito, che desidera parlare con lei. Inizialmente riluttante, Cristina trova il coraggio di affrontare la signora Burke e scopre che la donna è lì solo per esprimere il suo dispiacere e per ritirare alcuni oggetti personali appartenenti a Preston.
Mentre cerca di gestire le emozioni legate alla fine della sua relazione, Cristina si dedica anima e corpo alla sua carriera. Tuttavia, il nuovo primario di cardiochirurgia, la Dr.ssa Erica Hahn, si dimostra scettica nei suoi confronti e le affida meno interventi rispetto ai suoi colleghi, creando tensione tra le due. Cristina si sente frustrata e sottovalutata, ma è determinata a dimostrare il suo valore.
La situazione si complica ulteriormente quando Meredith, sua amica e confidente, inizia a riprendersi da un grave incidente. Cristina si rende conto di quanto sia importante il supporto reciproco in un ambiente così competitivo e stressante. La sua amicizia con Meredith diventa una fonte di forza mentre entrambe affrontano le sfide del lavoro e delle relazioni personali.
Nel corso della stagione, Cristina continua a lottare con i suoi sentimenti per Burke, mentre cerca di concentrarsi sul lavoro. La sua determinazione viene messa alla prova quando scopre che Burke ha ricevuto un prestigioso premio Harper Avery senza menzionare il suo contributo. Questo la delude profondamente e la spinge a riflettere su quanto fosse significativa la loro relazione.
Cristina affronta anche nuove dinamiche con i tirocinanti assegnati al suo gruppo. Tra questi c'è Lexie Grey, sorellastra di Meredith, che inizialmente suscita in Cristina una certa rivalità. Tuttavia, con il tempo, Cristina inizia a riconoscere il potenziale di Lexie come chirurgo.
La stagione culmina con una serie di eventi che portano Cristina a rivalutare le sue priorità e i suoi obiettivi professionali. Mentre si allontana emotivamente da Burke, inizia a costruire una nuova identità come chirurgo indipendente, pronta ad affrontare le sfide future senza il peso del passato. La sua crescita personale e professionale diventa un tema centrale della stagione, segnando l'inizio di una nuova fase nella sua vita.

### Quinta stagione
Nella quinta stagione, Cristina Yang inizia una relazione con il dottor Owen Hunt, un chirurgo d'urgenza reduce dalla guerra in Iraq. La loro connessione è intensa, ma si complica rapidamente quando Owen, a causa di un disturbo post-traumatico, ha un incubo e tenta di strangolarla. Questo episodio traumatico costringe Cristina a riflettere sulla loro relazione e a stabilire delle condizioni chiare affinché possano recuperare il loro rapporto.
Nonostante le difficoltà iniziali, Cristina si sente attratta da Owen e scopre un lato di sé che non aveva mai esplorato prima. La loro storia d'amore è caratterizzata da alti e bassi: mentre Owen lotta con i suoi demoni interiori, Cristina deve affrontare le sue paure riguardo all'impegno e alla vulnerabilità. La tensione aumenta quando Owen esprime il desiderio di avere figli, mentre Cristina è fermamente contraria all'idea di diventare madre, preferendo concentrarsi sulla sua carriera.
La relazione viene ulteriormente complicata dall'arrivo della dottoressa Teddy Altman, ex fiamma di Owen, che riaccende conflitti irrisolti. Durante questo tumulto emotivo, Cristina si rende conto di quanto sia importante per lei mantenere la propria identità professionale e personale, senza sacrificare le sue ambizioni per una relazione.
Cristina e Owen vivono momenti di passione e conflitto, culminando in una serie di eventi che mettono alla prova la loro compatibilità. Alla fine della stagione, dopo aver affrontato numerosi ostacoli, Cristina decide di accettare un'opportunità lavorativa a Zurigo. Questo porta a un intenso saluto tra i due, segnando la fine della loro storia d'amore con uno sguardo carico di emozioni e promesse non mantenute.

### Sesta stagione
Nella sesta stagione, dopo settimane di terapia, Owen Hunt riesce finalmente a superare le sue difficoltà legate al disturbo post-traumatico da stress (PTSD) causato dal suo passato come ufficiale medico in Iraq. Tuttavia, la sua guarigione non è priva di complicazioni. Durante una discussione con Derek e Mark, Owen chiede a Cristina di Burke, sottolineando che non può darle nulla nel loro rapporto a causa delle sue paure e insicurezze. Questo crea tensione tra i due, poiché Cristina desidera una connessione più profonda.
La situazione si complica ulteriormente con l'arrivo della dottoressa Teddy Altman, una vecchia fiamma di Owen e sua collega in Iraq. La presenza di Teddy riaccende vecchi sentimenti e insicurezze in Cristina, portandola a prendere la difficile decisione di interrompere la relazione con Owen per proteggere se stessa emotivamente.
Nel finale di stagione, il Seattle Grace viene colpito da un tragico evento quando il marito di una paziente morta scatenando il caos nell'ospedale, uccidendo sette medici e ferendo gravemente Derek sparandogli al cuore. Con l'ospedale evacuato e la vita di Derek in pericolo, Cristina si trova a dover affrontare una delle sfide più grandi della sua carriera: salvargli la vita. La pressione è enorme e Cristina deve mettere da parte le sue emozioni per concentrarsi sull'intervento decisivo.
Nel frattempo, Owen decide di tornare all'interno dell'edificio per cercare Cristina e affrontare i suoi sentimenti. La sua scelta di tornare da lei segna un passo importante nella loro relazione, chiudendo definitivamente il capitolo con Teddy Altman. La stagione si conclude con un mix di tensione e speranza, mentre Cristina dimostra la sua resilienza e competenza sotto pressione, mentre Owen cerca di affrontare le sue paure e riconnettersi con il suo vero amore.

### Settima stagione
La settima stagione di Grey's Anatomy inizia con il matrimonio tra Cristina Yang e Owen Hunt. Apparentemente, Cristina non ha subito traumi evidenti dalla sparatoria, ma si rivela incapace di entrare in sala operatoria per un lungo periodo. I suoi colleghi, preoccupati per il suo benessere, cercano in ogni modo di aiutarla, ma è solo Derek a riuscire a farla ritrovare. Dopo una gita di pesca con lui, Cristina riesce a ritrovare se stessa e torna in sala operatoria, concentrandosi sul suo ruolo di specializzando capo.
Nonostante la sua competitività sul lavoro, Cristina si dimostra ancora fragile dal punto di vista emotivo. Nel corso della stagione, il tema della maternità diventa centrale; Owen desidera avere figli, mentre Cristina è fermamente contraria all'idea di diventare madre. Questo conflitto culmina nell'ultimo episodio della stagione, quando Cristina scopre di essere incinta e decide di abortire. La decisione provoca una reazione estremamente contrariata in Owen, che si sente estraniato dalla scelta e la caccia di casa.
Senza un posto dove vivere, Cristina si rifugia a casa di Meredith, dove affronta le conseguenze delle sue decisioni e cerca supporto nella sua amica. La loro amicizia si approfondisce ulteriormente mentre Cristina cerca di rielaborare le sue emozioni e il suo futuro. La stagione si conclude con un intenso momento di introspezione per Cristina, che deve confrontarsi con le sue ambizioni professionali e le sue relazioni personali, segnando un punto cruciale nella sua crescita come chirurgo e come donna.

### Ottava stagione
L'inizio dell'ottava stagione vede Cristina ancora indecisa se portare a termine la gravidanza o meno. Alla fine, accompagnata da Owen, decide di abortire. Nel frattempo, si riconcilia definitivamente con Teddy Altman, a cui non aveva obbedito durante l'intervento che ha salvato la vita a Callie Torres. Teddy inizia a credere sempre di più nelle capacità di Cristina, tanto che decide di farle operare, senza che Cristina lo sappia, suo marito Henry, il quale però morirà a causa della vasta estensione del suo tumore polmonare.
Successivamente riemergono i problemi con Owen, che accusa Cristina di aver ucciso il loro bambino e, per ripicca, la tradirà con un'altra donna. Intanto si avvicina il giorno dell'esame del quinto anno di specializzazione; Cristina riesce a superarlo e diventa così una dottoranda. Poco dopo, Cristina, Meredith, Derek, Mark, Lexie e Arizona vengono chiamati a Boise per un intervento su due gemelli siamesi. Purtroppo, l'aereo che li trasporta a Boise precipita nei boschi e Lexie, schiacciata da un'ala dell'aereo, muore.
Cristina sarà quella che si darà da fare più di tutti: cercherà di evitare che si formi un'infezione nella gamba di Arizona, salverà Mark dalla morte per tamponamento cardiaco e lotterà per evitare che gli animali divorino il cadavere di Lexie. Questo evento tragico segna un punto cruciale nella vita di Cristina, costringendola a confrontarsi con la fragilità della vita e le conseguenze delle sue scelte. La stagione termina con una riflessione profonda su perdita e resilienza, mentre Cristina cerca di trovare il suo posto nel mondo della medicina e nella sua vita personale.

### Nona stagione
Cristina e i sopravvissuti vengono riportati a Seattle dopo il tragico incidente aereo. Mark non riesce a riprendersi e morirà un mese dopo, lasciando un vuoto profondo tra i suoi amici. Cristina, invece, entra in uno stato di crisi emotiva e sperimenta episodi di schizofrenia temporanea. Dopo un periodo di riflessione, decide di trasferirsi in Minnesota, rompendo definitivamente con Owen. Lì, inizia a lavorare con il primario di chirurgia dell'ospedale, ma la sua permanenza è breve e segnata da un senso di incompiutezza.
La situazione cambia drasticamente quando un suo nuovo amico, l'anziano dottor Thomas, muore. Questo evento la spinge a tornare a Seattle, dove si unisce alla causa legale contro l'ospedale per l'incidente aereo, nel quale l'istituto è ritenuto responsabile. La tensione tra Owen e Cristina aumenta quando lui la accusa di aver ucciso il loro bambino e, per ripicca, inizia una relazione con un'altra donna.
Nonostante il divorzio, Cristina e Owen continuano a frequentarsi, sostenendo che il loro matrimonio fosse stato affrettato e influenzato dagli eventi traumatici vissuti. Per salvare l'ospedale dalla crisi finanziaria, Cristina, Meredith, Callie, Arizona e Derek decidono di acquistarlo insieme a Catherine Avery, la madre di Jackson, che li sostiene con la sua fondazione Harper Avery.
Alla fine della stagione, Cristina prende una decisione difficile: rompe definitivamente con Owen perché realizza che lui non smetterà mai di desiderare dei figli. Questa scelta segna un importante passo nella sua crescita personale e professionale, mentre si prepara ad affrontare nuove sfide nel futuro.

### Decima stagione
Cristina continua a lavorare al Grey Sloan Memorial Hospital, dove diventa di fatto il capo di cardiochirurgia, affiancata da Shane Ross, con il quale avrà un breve flirt. Tuttavia, il suo rapporto con Meredith entra in crisi quando Cristina esprime la sua preoccupazione per il rallentamento della sua carriera dopo aver partorito. Grazie alle sue continue ricerche e ai suoi sforzi, Cristina riceve una nomination per il prestigioso premio Harper Avery, ma non riesce a vincerlo, poiché l'ospedale ha stretti legami con la fondazione, essendone co-proprietario. 
In seguito, Cristina parte per Zurigo per una conferenza e qui incontra Preston Burke dopo ben sette anni. Burke la invita a visitare la sua clinica privata; inizialmente, Cristina crede che lui voglia riprendere la loro storia, ma scopre che si sta trasferendo in Italia con sua moglie e la sua famiglia. Burke le offre il suo posto di direttore dell'ospedale e, dopo aver riflettuto, Cristina accetta l'offerta e decide di lasciare Seattle.
Prima di partire, cede la sua parte di proprietà dell'ospedale ad Alex Karev e nomina Maggie Pierce come nuovo capo di cardiochirurgia, rivelando così che Maggie è la sorellastra di Meredith. Nell'ultimo episodio della stagione, Cristina ritarda la sua partenza a causa dell'arrivo di una serie di feriti per un possibile attentato terroristico. Alla fine, lascia definitivamente Seattle dopo aver ringraziato tutti i suoi colleghi, salutato Owen e ballato per un'ultima volta con Meredith.
L'ultima scena della decima stagione mostra Cristina nell'ufficio della clinica a Zurigo insieme a Shane Ross, che ha deciso di seguirla in questo nuovo capitolo della sua vita. Questo finale sottolinea non solo la crescita personale e professionale di Cristina, ma anche l'importanza delle relazioni che ha costruito nel corso degli anni.

### Undicesima stagione
Cristina è presente al funerale di Derek, sebbene sia vista solo di spalle, un momento carico di emozione e significato.
Nelle stagioni successive, Cristina non muore, ma si trasferisce in Europa, dove continua a mantenere un forte legame con Meredith; le due si sentono spesso al telefono, condividendo gioie e dolori. Cristina decide di fare un regalo a Meredith, presentandole il dottor Cormac Hayes, un nuovo chirurgo che diventa una figura importante nella vita di Meredith.
Questa connessione dimostra che, nonostante la distanza fisica, l'amicizia tra Cristina e Meredith rimane solida e significativa. La loro relazione evolve, riflettendo le sfide e le conquiste che entrambe affrontano nelle loro carriere e nelle loro vite personali.